# Sympetrum sanguineum
La libélula flecha roja (Sympetrum sanguineum) es una especie de odonato anisóptero de unos 4 cm de longitud. Se distribuyen por el paleártico: Europa y Asia (Siberia y Asia Central).

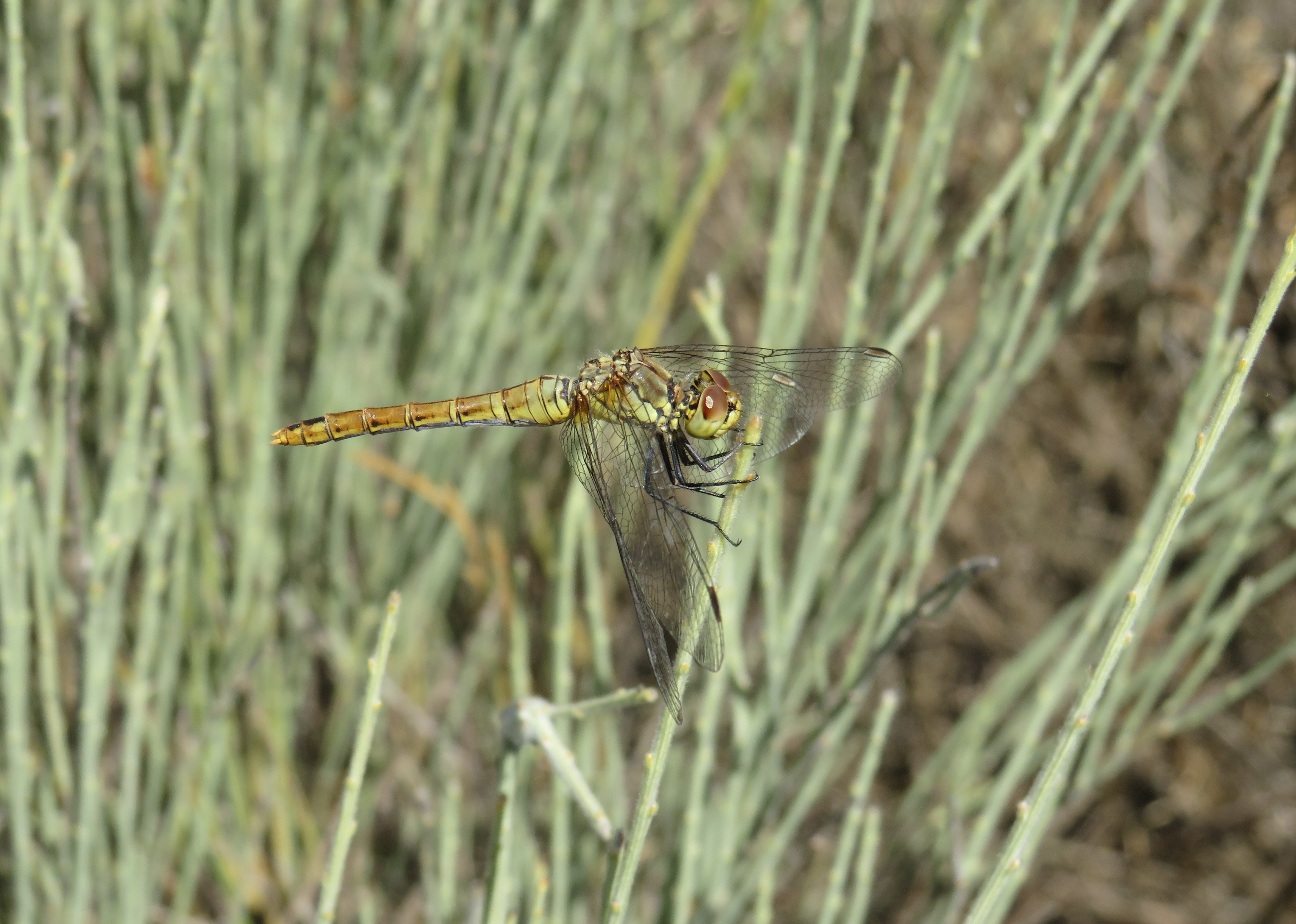
Sympetrum sanguineum (hembra) en Zamora (imagen con notas explicativas).